# BLS勒奇山铁路
BLS勒奇山铁路股份公司（德語：BLS Lötschbergbahn AG）是瑞士的一家前私营铁路公司，拥有总长度达245公里的铁路运营里程，为瑞士规模最大的私铁之一。该公司主要经营穿越勒奇山的南-北向铁路运输，并负责伯尔尼大区的区域运输业务。此外，它也在图恩湖及布里恩茨湖经营航运。BLS勒奇山铁路股份公司于2006年6月与瑞士高原区域运输合并，并组成了新的BLS股份公司，新公司自2006年6月27日起运营。

## 历史

### 起源
随着哥达铁路于1882年开通，伯尔尼州被从瑞士的南北轴线中分离开来。州政府对这一局面并不满意，开始充分利用其联邦权力建设自己的线路。但它无法依赖来自瑞士联邦的的财政援助，因为当局极力反对任何竞争对手的运输线路。伯尔尼州不得不另外筹集必要的资金，而这些都源自一个意外的结果。1871年，由于法国在普法战争中落败，阿爾薩斯-洛林地区被割让给德国。作为吞并的一部分，法国也就此丧失了连接瑞士的过境通道。
正因为如此，巴黎的工商界有意共同出资援建一条穿越瑞士的国际运输通道。有几条经由弗鲁蒂根-勒奇山的线路被提出，但最终由勒奇山倡议委员会赢得了胜利。于是是在1906年7月27日，它们以伯尔尼-勒奇山-辛普朗阿尔卑斯铁路公司（Berner Alpenbahngesellschaft Bern–Lötschberg–Simplon）的名义成立，主要负责勒奇山铁路的兴建，并在1907年1月1日以356万瑞士法郎的价格收购了由施皮茨至弗鲁蒂根、自1901年7月24日起开通的施皮茨-弗鲁蒂根铁路。

### 勒奇山隧道

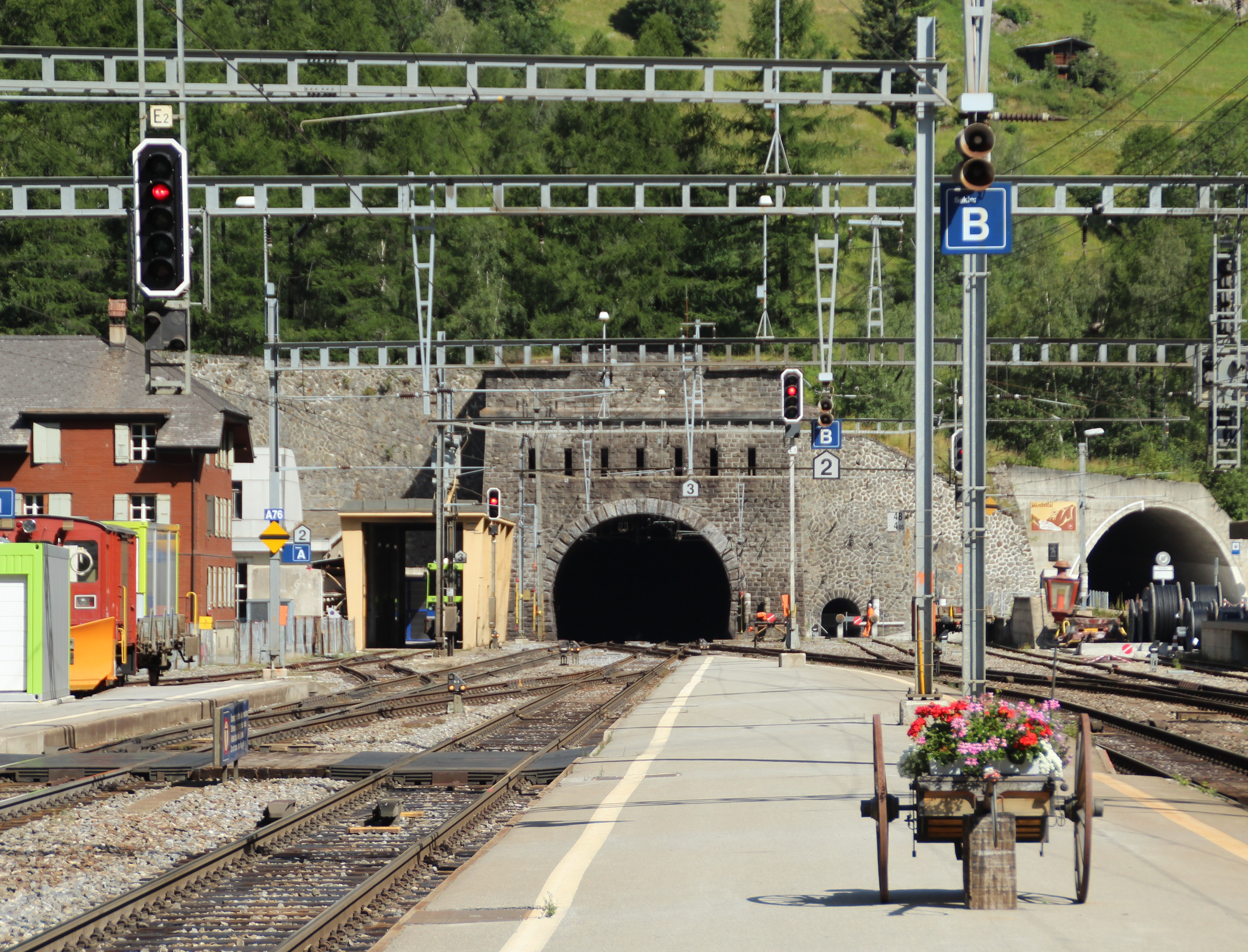
格蓬施泰因的勒奇山隧道南口

由于法国援建了由弗鲁蒂根-布里格的58公里长的“山区通道”，全长为13.7公里的勒奇山隧道路段的主要土木工程也被分配至一家法国建筑财团负责。项目于1906年10月15日动工，但不到三个月后，瑞士联邦当局就下令BLS将隧道扩建为复线，并建造与之相适应的接入坡道。然而由于资金不足以满足全线双轨，只有勒奇山隧道本身采用了这种方式建造。在1908年7月24日，隧道坑道发生了泥石流事故，共造成25名意大利矿工死亡，施工就此停滞长达半年，当局甚至计划将坑道绕过这一地点。新计划是在山内构建3条曲线，并将隧道的总长度延伸至14.612公里。1911年3月31日，勒奇山隧道最终在坎德斯泰格及格蓬施泰因之间贯通。随着接入坡道的完工，以及包含33条隧道、3条雪崩防护堤和22座桥梁的其他土木工程相继上线，它们连同供电电压为15千伏交流电的桅杆、发电站、发电分站等设施在1913年6月15日投入服务。新的勒奇山轴线就此成为了从事国际运输的重要铁路通道，尤其是连接阿尔萨斯至意大利（多莫多索拉）。
作为电气化测试线路的先行者，施皮茨-弗鲁蒂根铁路在1910年11月通电时的频率为15赫兹。当普鲁士、巴伐利亚和巴登当局将铁路频率确定为16⅔赫兹后，BLS也于1913年初跟随将全线调整为16⅔赫兹。这项调整可以在不对线路结构进行重大改变下实施，唯机车电动机的转速控制器需要进行调整。

### 整合及战争变革
由于BLS在1913年1月1日并购了图恩湖铁路，因此其运营网络除了原有的勒奇山铁路（施皮茨-布里格）外，还包括了由图恩-施皮茨-因特拉肯-伯尼根的线路，以及在图恩湖及布里恩茨湖经营蒸汽船业务。而在1915年开通的明斯特-伦瑙铁路从一开始便被纳入BLS的组成部分。
BLS还与以下铁路公司从一开始便签订了经营协议：
- 施皮茨-厄伦巴赫铁路（德语：Erlenbach）及厄伦巴赫-茨韦西门铁路（德语：Erlenbach-Zweisimmen-Bahn），1942年合并为35公里长的施皮茨-厄伦巴赫-茨韦西门铁路（德语：施皮茨-厄伦巴赫-茨韦西门铁路）；
- 居伯塔尔铁路（德语：Gürbetalbahn）及伯尔尼-施瓦尔岑堡铁路（德语：Bern-Schwarzenburg-Bahn），1944年合并为52公里长的居伯塔尔-伯尔尼-施瓦尔岑堡铁路（德语：Gürbetal-Bern-Schwarzenburg-Bahn）
- 43公里长的伯尔尼-纳沙泰尔铁路（德语：Bern-Neuenburg-Bahn）

这种合作经营的铁路在法律上是带有各自董事会的独立公司。其中运营和管理由BLS负责，因此其人员及机车被大量使用。只有轨道车辆的采购由各董事会决定，因此它们也会存在个体的差异。这些铁路公司多数均由伯尔尼州政府控股，在第一次世界大战后由于煤炭大量短缺，州政府遂颁布法令要求铁路全部通电并采购所需的电力机车，因此BLS获得了“伯尔尼法令铁路”（Berner Dekretsbahnen）的绰号，基于此目的生产的BLS Ce4/6型电力机车也被称为“法令机车”（Dekretsmühlen）。
在阿尔萨斯及洛林于1918年归还法国后，原本来自法国的过境运输也随之还原至经由巴塞尔的格伦森山隧道进行。但得益于德国和意大利间的货运业务不断增长，以及前往瓦莱州旅游的人数日益增多，BLS的运输量并没有下跌。

### 复线及背驮式运输

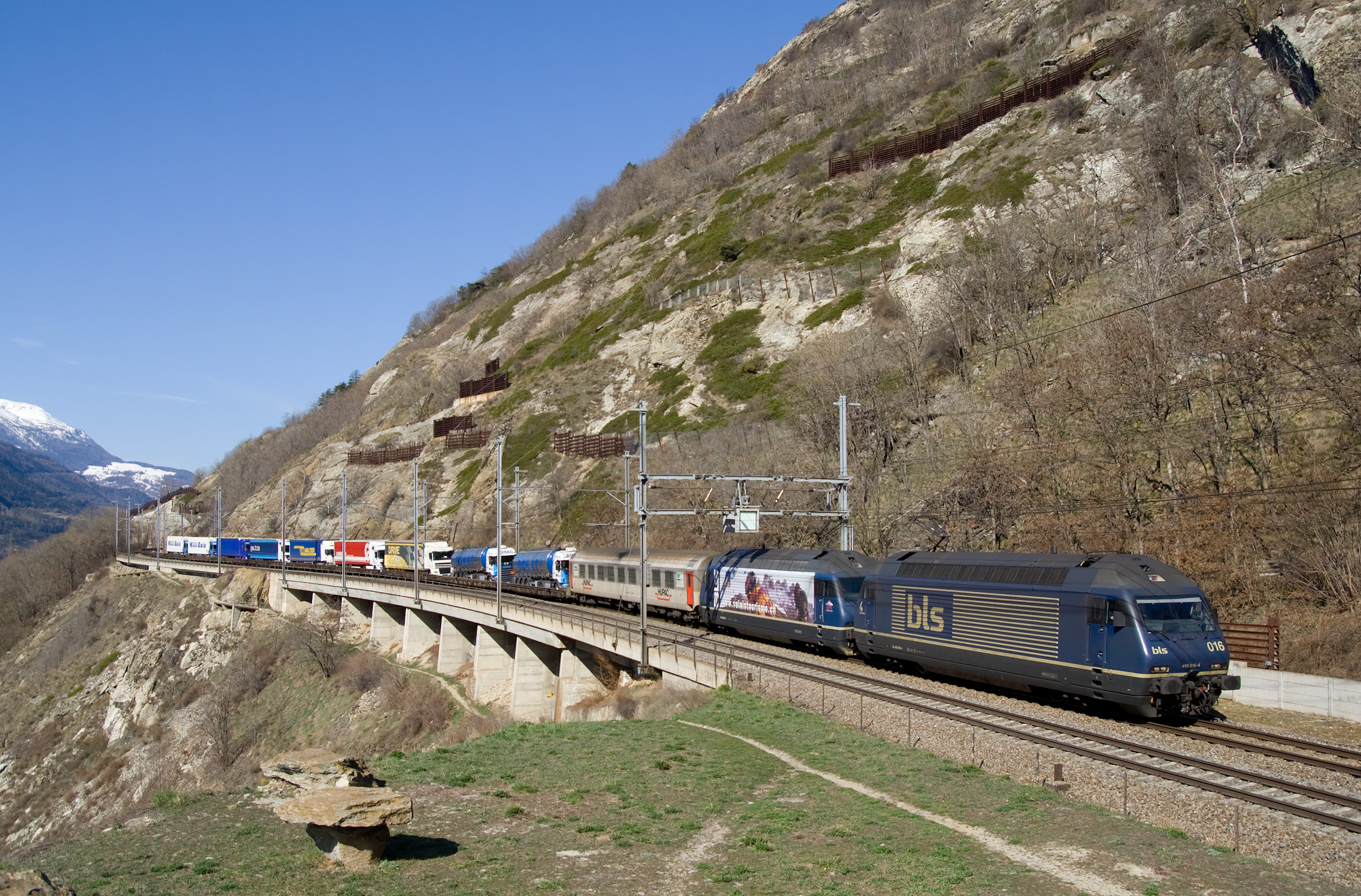
BLS开办的滚动公路业务

自20世纪50年代以来，BLS开办了一项穿越勒奇山隧道的汽车装运列车（不同于人车同行）服务。因此，自驾车经过日内瓦湖地区得以避免大量的盘山公路。而单线铁路的运作自20世纪60年代起已经不胜负荷，但直到1976年，联邦议会才批准借贷6.2亿瑞士法郎的资金以用作升级复线，该工作自次年起分为几个阶段进行。至1992年起，勒奇山铁路全线实现复线。
1993年底，瑞士联邦委托BLS提供一条背驮式运输的载货汽车转运线路，要求的净空限界为2.5米宽及4米高。线路的改造工作始于1994年1月，但由于辛普朗南侧的地质问题，它直到2011年6月11日才竣工。自开办以来，这条“滚动公路”可以将来往于德国和意大利的卡车通过铁路在勒奇山转运，为从公路转移至铁路的过境运输作出了相当大的贡献。
1994年，BLS的旅客发送量达到920万人次。

### 政治与铁路
随着欧洲铁路的运营环境在20世纪末受到欧盟经济、政治和法律的影响而进行改革，铁路运营商之间的重组已成为必然。自由化和竞争也开始影响到铁路。虽然瑞士不受欧盟指令的约束，但它为欧盟成员国所包围，并在许多方面与欧盟的要求同步。BLS为此极早作出反应，重新调整了自身的战略。1997年，SEZ、GBS、BN以及BLS共同合并为BLS勒奇山铁路股份公司。新公司的组织结构也发生了变化，它开始根据基建、客运和货运的三大利润点重组为核心业务。
2001年5月15日，为确保它们的未来，瑞士联邦铁路（SBB）及BLS勒奇山铁路达成了一项新的任务分配协议。它明确定义了除其它事项外，原SBB经营的伯尔尼S-Bahn和伯尔尼-卢塞恩的区域快车业务将由BLS接管；作为回报，SBB则可在BLS的网络中经营长途运输。同时，SBB的货运部门还将对瑞士境内满负荷运输的业务进行全面控制。过境运输和固定班列运输则在协议签署后参与竞争。这项协议自2004年12月12日开始生效。

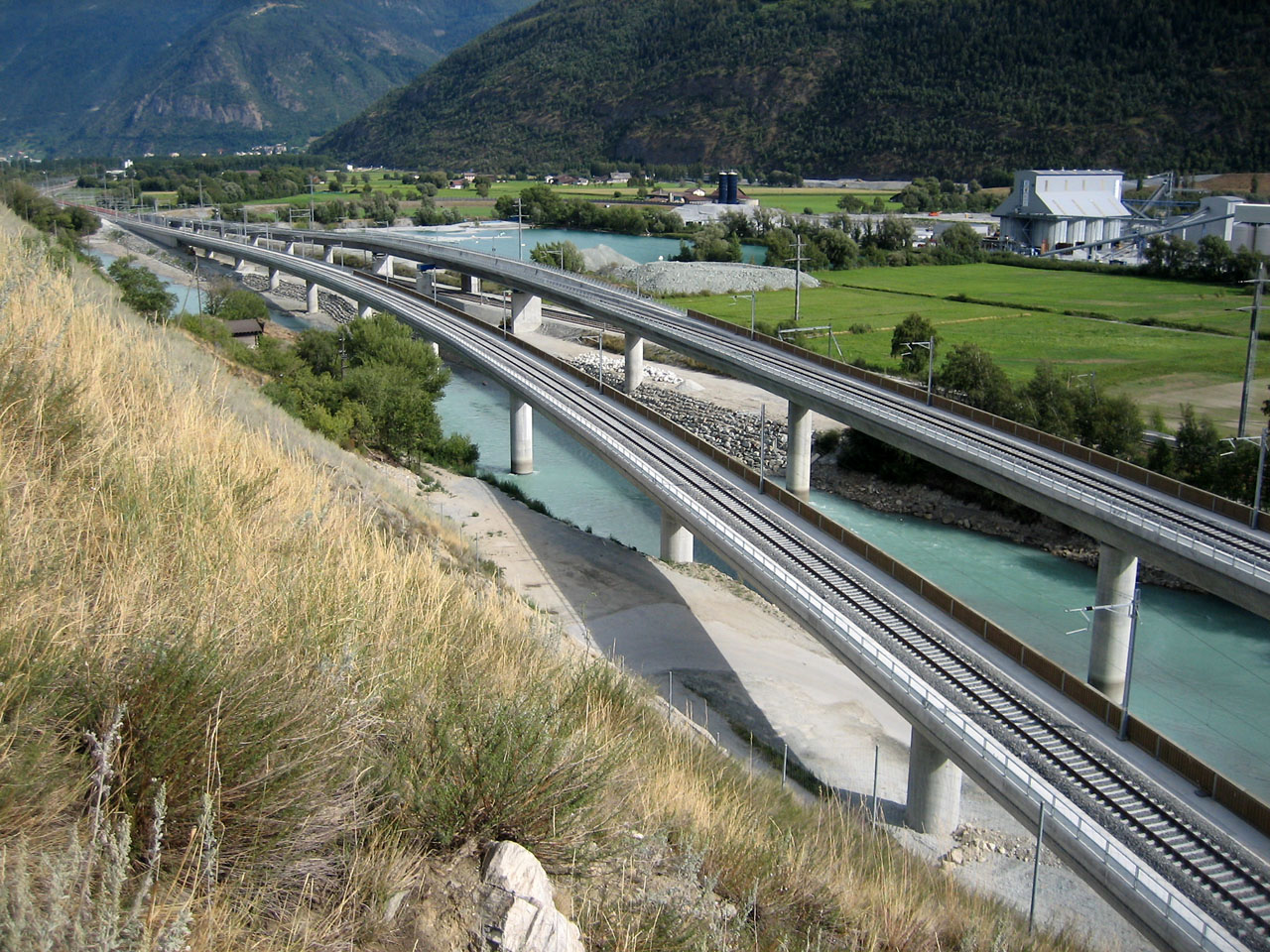
勒奇山基底隧道南侧

1992年9月27日，瑞士进行全民公投，并以压倒性优势通过了NEAT项目（Neue Alpentransversale，即新阿尔卑斯横贯线），也被称为“阿尔卑斯转运线”。经过投票批准，瑞士将兴建两条穿越阿尔卑斯山的横向线路，其中一个在哥达，另一个在勒奇山。最初阿尔卑斯转运线的勒奇山项目是在弗鲁蒂根和罗纳河谷间提供两条单孔隧道，全长41公里。但出于财政原因，隧道长度被缩短至34.6公里，同时其中一条孔洞大部分采用壳式结构。新的基线于2007年6月15日落成，并于同年12月9日全面通车。至此列车能够以160-200公里/小时的速度通过勒奇山基底隧道。

### BLS股份公司
2006年4月24日，在两家公司股东的批准下，BLS勒奇山铁路和瑞士高原区域运输合并为新的BLS股份公司。在法律上，新公司的创建是通过股份转换实现，其中BLS勒奇山铁路每股（面值为10瑞士法郎）相当于BLS股份公司的8股（1瑞士法郎），瑞士高原区域运输每股（面值为12.5瑞士法郎）相当于BLS股份公司的24股。BLS股份公司的主要股东为伯尔尼州，共持有公司55.8%的市场份额；瑞士联邦的持股比例为21.7%；另有22.5%则由其它联邦州和私人个体持有。
作为合并的结果，BLS股份公司成为了继瑞士联邦铁路之后瑞士的第二大准轨铁路运营商。其运营范围包括纳沙泰尔湖至卢塞恩湖之间、以及汝拉山脉及辛普朗山口周边的区域运输。它也负责经营伯尔尼S-Bahn的大多数线路，以及卢塞恩S-Bahn的部分线路。

## 经营
BLS主要从事以下业务：

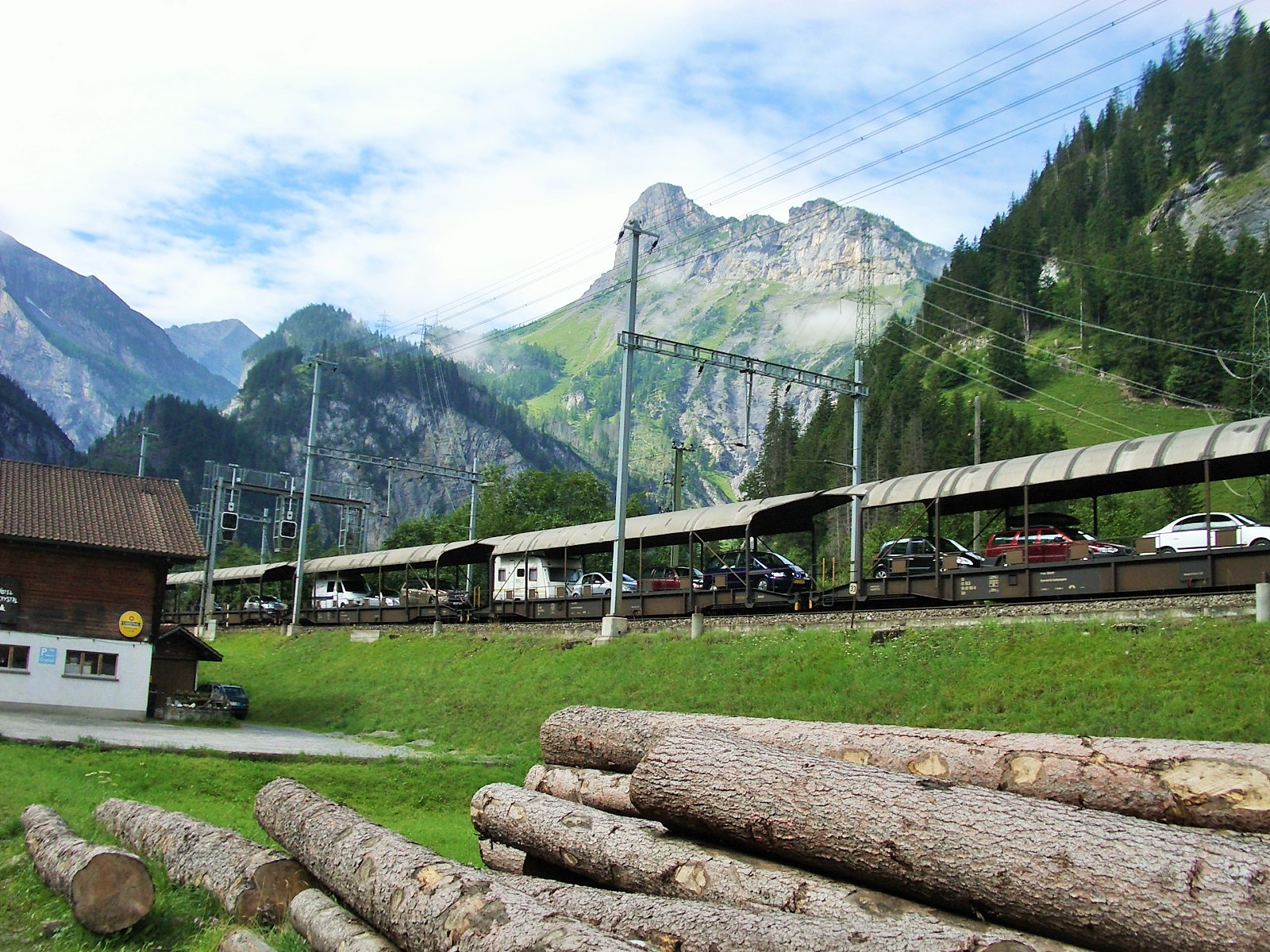
穿越勒奇山隧道的汽车装运列车

- BLS基础设施的维护及使用（由子公司BLS阿尔卑斯运输（德语：BLS AlpTransit）负责）
- 铁路客运
- BLS曾是齐萨尔皮诺财团的一部分，与瑞士联邦铁路、意大利铁路共同组成。其后BLS撤出，齐萨尔皮诺也于2009年12月停运。
- 铁路货运：2001年，BLS与雷力昂德国股份公司及意大利承运商安布罗焦（Ambrogio）共同成立了子公司BLS货运，它承揽了由法国及德国至意大利间大部分的穿山直达货运业务。该公司自成立以来使得BLS的货运量从约3亿净吨公里大幅攀升至28亿净吨公里（2005年），并在2006年瑞士的阿尔卑斯山运输中占有40%的市场份额。
- 穿越勒奇山隧道的汽车装运列车
- 瑞士及意大利之间的背驮式运输（与RAlpin、瑞士联邦铁路及Hupac合办）
- 图恩湖及布里恩茨湖的航运

## 线路

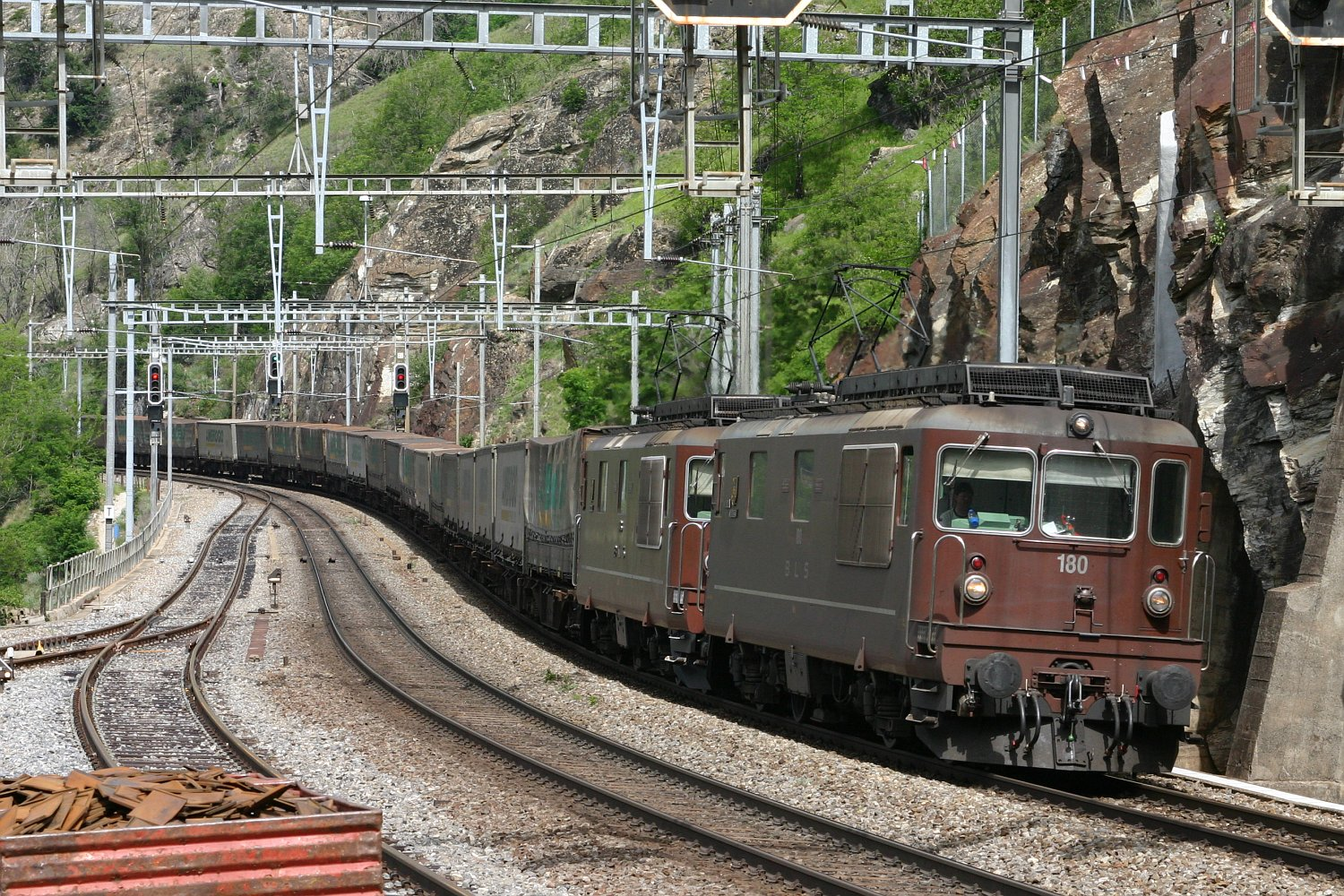
一列BLS列车通过勒奇山坡道

BLS直接拥有伯尔尼-勒奇山-辛普朗的铁路干线，它从与瑞士联邦铁路网络相连的伯尔尼开始，经施皮茨和勒奇山隧道至布里格，并在那里与瑞士联邦铁路持有的辛普朗隧道相连，可直接通往意大利。其中图恩至施皮茨之间的线路形成了图恩湖铁路，并在因特拉肯设有终端站，而从施皮茨至布里格的路段则被作为勒奇山铁路的一部分。
传统的干线组成了一条较长的线路，它从法国及德国边境通过辛普朗隧道一直延伸至意大利米兰。作为这条线路的一个变体，BLS也建造和拥有穆捷至朗瑙之间的格伦森贝格铁路（现为汝拉铁路的一部分），其中包括8.5公里长的格伦森贝格隧道，它能有效缩短法国边境德尔至伯尔尼之间的距离。然而，大多数这种较长的线路总是由其它铁路公司经营。
除了上述线路外，BLS还在伯尔尼州的其它几个独立运作的私营线路中拥有经营权，其中包括伯尔尼-纳沙泰尔铁路、居伯塔尔-伯尔尼-施瓦尔岑堡铁路和施皮茨-厄伦巴赫-茨韦西门铁路。至1997年，这些线路的所有权均被BLS接管。